# Rasul Chunayev
Rasul Chunayev, född den 7 januari 1991 i Belokany, är en azerisk brottare.
Han tog OS-brons i weltervikt i samband med de olympiska tävlingarna i brottning 2016 i Rio de Janeiro.